# ریکو مورای

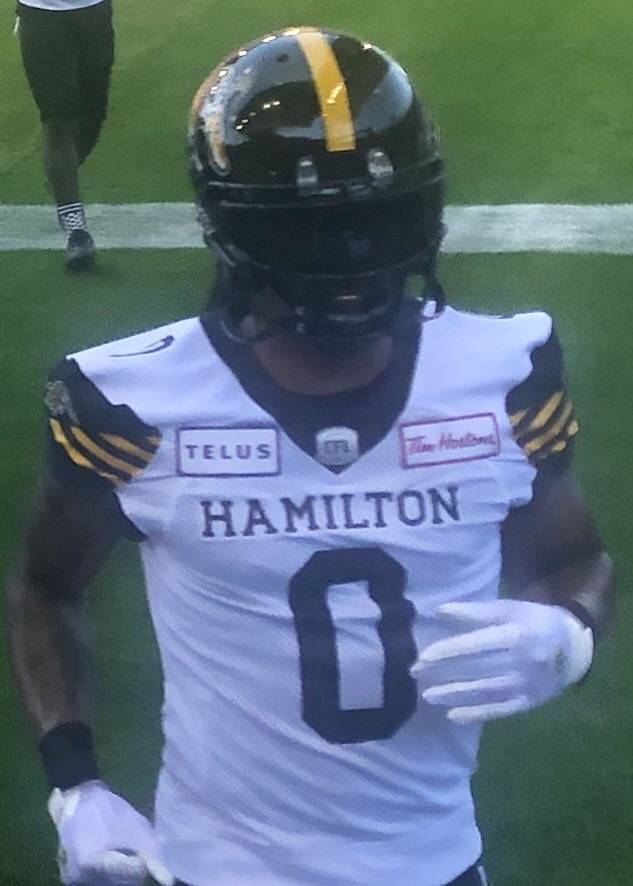
دریکو موری - ۲۰۱۹

دریکو موری (متولد اگوست ۲۱، ۱۹۸۷) یک بازیکن کانادایی رشته فوتبال امریکایی که برای تیم اتاوا Redblacks از لیگ فوتبال کانادا (CFL) بازی می‌کند. . او در کالج فوتبال در ایالت کنت باری کرده‌است.